# Hirvisaari (ö i Norra Savolax, Nordöstra Savolax, lat 62,78, long 28,43)
Hirvisaari är en ö i Finland. Den ligger i sjön Juojärvi och i kommunen Tuusniemi i den ekonomiska regionen  Nordöstra Savolax ekonomiska region  och landskapet Norra Savolax, i den centrala delen av landet, 300 km nordost om huvudstaden Helsingfors. Öns area är 22,2 hektar och dess största längd är 0,8 kilometer i sydväst-nordöstlig riktning.